# 791 Ani
791 Ani
791 Ani là một tiểu hành tinh ở vành đai chính, thuộc nhóm tiểu hành tinh Meliboea. Nó được G. N. Neujmin phát hiện ngày 29.6.1914 ở Simeiz (Krym, Ukraina), và được đặt theo tên thành phố Ani, thủ đô của vương quốc Armenia thời trung cổ (nay chỉ còn di tích đổ nát, thuộc Thổ Nhĩ Kỳ).